# Cedar City (Utah)
Cedar City é uma cidade localizada no estado norte-americano de Utah, no Condado de Iron.
Nessa cidade fica a Universidade do Sul do Utah, o Festival de Shakesper, os jogos de verão do Utah, entre outros.
Cedar City foi originalmente constituida em 1851 por pioneiros vindos de Parowan no Utah,de onde foram mandados para fazerem trabalhos com ferro.O local ao qual os locais chama de "Forte Cedar" ou "Cedar City",foi um vasto depósito de ferro e carvão.Duas companhias lideradas por Henry Lunt chegaram ao forte,durante uma tempestade a 11 de Novembro de 1851,fazendo daquele local as suas fundações.Em 1885 um novo sitio,com muito ferro foi descoberto e ficaram ai as fundações da companhia Brigham Young.Hoje em dia,Cedar City fica localizada onde era as fundações da Brigham Young.Os trabalhos de ferro terminaram em 1858,mas as minhas de ferro continuaram aberta até aos anos oitenta.
Após a conclusão dos trabalhos nas linhas-de-ferro em 1923,o comércio do turismo aumentou,devido à proximidade de vários parques Nacionais,como o Parque Nacional de Bryce Canyon, o Parque Nacional de Zion e Parque Nacional do Grand Canyon.
Hoje em dia Cedar City continua um centro de turismo,de comércio.de educação e de artes no sul do estado do Utah.

## Demografia
Segundo o censo norte-americano de 2000, a sua população era de 20.527 habitantes.
Em 2006, foi estimada uma população de 25.665, um aumento de 5138 (25.0%).

## Geografia
De acordo com o United States Census Bureau tem uma área de
52,0 km², dos quais 52,0 km² cobertos por terra e 0,0 km² cobertos por água. Cedar City localiza-se a aproximadamente 1782 m acima do nível do mar.

## Localidades na vizinhança
O diagrama seguinte representa as localidades num raio de 32 km ao redor de Cedar City.